# Creolestes cinereum
Creolestes cinereum là một loài ruồi trong họ Asilidae. Creolestes cinereum được Bigot miêu tả năm 1878. Loài này phân bố ở vùng Tân nhiệt đới.